# So... Good talk
So... Good talk es el 103er episodio de la serie de televisión norteamericana Gilmore Girls.

## Resumen del episodio
Cuando Richard y Emily regresan de su segunda luna de miel, Rory es la única que va a la cena del viernes, puesto que Lorelai rehúsa ver o hablar con su madre, y planea una noche de chicas junto con Sookie. Rory recibe de sus abuelos un hermoso regalo, pero luego ésta los sorprende por su extraña actitud hacia Emily, acusándola de haberse metido en la vida amorosa de su madre. Entre tanto, Luke, quien se siente miserable sin Lorelai, dirige su mal humor hacia los clientes del restaurante y también quema toda la comida, y cuando un cliente le pide que vuelvan a preparar su tortilla, Luke lo echa a la calle. Lorelai encuentra a un policía de tránsito que va a multar a Luke por dejar el bote en la calle, e interviene para que no escriba la papeleta. Zach le cocina la cena a Lane, pero luego ella descubre que él en realidad lo que quiere es tener relaciones, algo que, según ella, tendría después de haberse casado. Cuando Lorelai llama a su padre para que le arregle lo del seguro, Emily estalla, pues le molesta que su hija tenga sólo contacto con Richard, Rory consigue un trabajo temporal en la librería de Andrew y admite estar muy enamorada de Logan. Y Emily va donde Luke y le dice que ya no intervendrá en la relación de su hija, así que él puede volver con ella.

## Curiosidades
- En el carrito de café, es obvio que las tazas de Rory y Logan estaban vacías. Además, Logan deja el dinero de pago fuera de la vista del vendedor y este no lo cuenta ni lo recoge, aunque se acerca un nuevo cliente donde está el dinero.
- Cuando Lane le ofrece a Kirk ketchup, le da la botella, y después ésta desaparece de la mesa.
- El número de flores que Emily está cortando y colocando en el jarrón, disminuye súbitamente al final de la escena.

- Datos: Q6130577